# Alfred Hugon Figaszewski

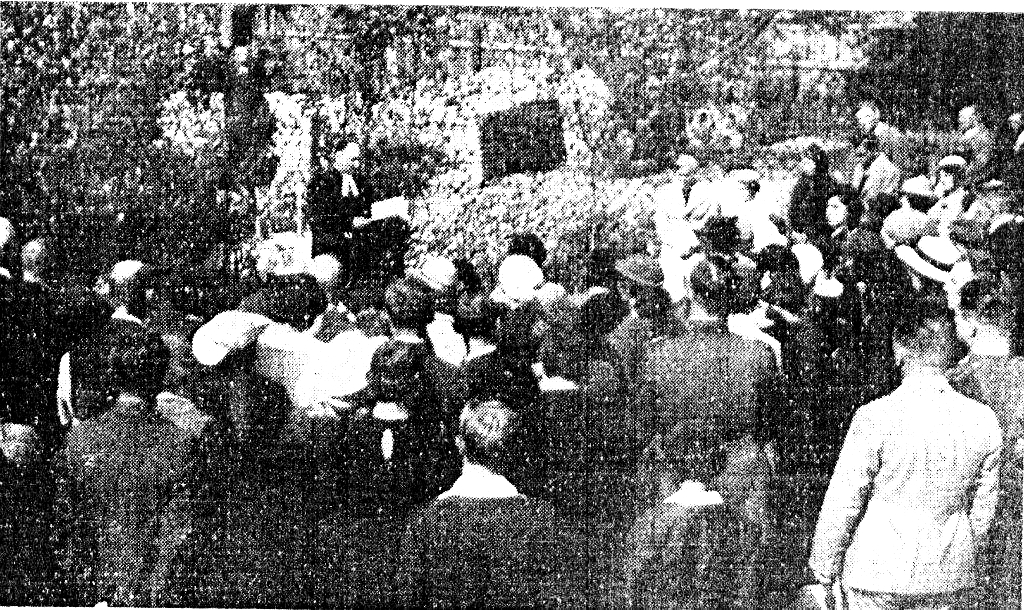
Konsekracja kościoła ewangelicko-augsburskiego w Brześciu nad Bugiem. Widoczny ks. Alfred Figaszewski

Alfred Hugon Figaszewski (ur. 21 października 1899 w Warszawie, zm. 1 sierpnia 1939 tamże) – polski pastor luterański, kapelan, działacz patriotyczny, współzałożyciel tygodnika „Ewangelik Górnośląski” poświęconego problemom polskich ewangelików na Górnym Śląsku, kapelan Wojska Polskiego.

## Życiorys
Ksiądz Figaszewski urodził się 21 października 1899 roku jako syn Alfreda Karola (1870–1941). W roku 1918 ukończył warszawskie Gimnazjum im. Mikołaja Reja, po czym zapisał się na Wydział Filozoficzny Uniwersytetu Warszawskiego. 
Studia filozoficzne przerwał 11 listopada 1918 i zaciągnął się jako ochotnik do 36 pułku piechoty Legii Akademickiej. Rok później wziął udział w walkach przeciwko Ukraińcom w Galicji Wschodniej. Następnie ukończył szkołę telefoniczną we Lwowie w stopniu kaprala i został przydzielony do batalionu zapasowego 36 pułku piechoty Legii Akademickiej w charakterze instruktora. Od 6 sierpnia do 1 października 1919 roku był uczniem 17. klasy Szkoły Podchorążych Piechoty w Ostrowi Mazowieckiej. Po ukończeniu szkolenia, w stopniu plutonowego, został przeniesiony do Szkoły Podchorążych Saperów w Warszawie. Do lipca 1920 roku pracował jako działacz plebiscytowy na Mazurach. W czasie wojny polsko-bolszewickiej walczył w obronie Warszawy. 
W roku 1921 zapisał się na Wydział Teologii Ewangelickiej Uniwersytetu Warszawskiego. W latach 1926–1927 podróżował po Europie. Przebywał w Strasburgu, gdzie m.in. uczęszczał na wykłady Paula Sabatiera. We Francji działał patriotyczne w Kole Studentów Polaków. Latem 1927 przez 3 miesiące prowadził kolonie dla chłopców w Magny-en-Vexin. Zwiedzał wydziały teologiczne uniwersytetów w Montpellier, Bazylei i Wiedniu. W drodze powrotnej do Polski odwiedził również Czechosłowację.
W roku 1930 ukończył studia teologiczne. W tym samym roku, 5 października, został ordynowany na pastora Kościoła Ewangelicko-Augsburskiego w RP. Następnie wysłany do pracy duszpasterskiej na Górny Śląsk sprawował posługę wśród polskich ewangelików, krzewiąc wartości patriotyczne. W ramach pracy duszpasterskiej pełnił także funkcję prefekta szkół średnich. W roku 1931 został mianowany ewangelickim kapelanem pomocniczym górnośląskich jednostek wojskowych. Rok później współtworzył tygodnik ewangelicki „Ewangelik Górnośląski”, którego był redaktorem przez 3 lata. W czasie swojej pracy na Śląsku spotykał się z szykanami ze strony Niemców. Ze względu na negatywną recepcję ze strony niemieckich luteran, aby zachować jedność i pokój pomiędzy śląskimi ewangelikami, ksiądz Figaszewski opuścił tereny Górnego Śląska. 
Z dniem 11 grudnia 1935 roku został powołany do służby czynnej, przemianowany na kapelana zawodowego i do Dowództwa Okręgu Korpusu Nr IX w Brześciu na stanowisko szefa duszpasterstwa wojskowego wyznania ewangelicko-augsburskiego. Z pomocą żołnierzy i ewangelików z całej Polski doprowadził do wybudowania kościoła ewangelicko-augsburskiego w Brześciu. Za swoje osiągnięcia w pracy w Brześciu został odznaczony Srebrnym Krzyżem Zasługi. W roku 1939, ze względu na pogarszający się stan zdrowia, wyjechał na kurację do Ciechocinka. Zmarł w szpitalu w Warszawie 1 sierpnia w wieku 39 lat. Został pochowany 4 sierpnia 1939 roku na Cmentarzu Ewangelicko-Augsburskim w Warszawie (sektor Al34-1-5).
Według niepotwierdzonych informacji został pośmiertnie awansowany do stopnia starszego kapelana.
Był mężem Marii z Chałasińskich (1903–1962). Jego syn, Alfred Figaszewski (1924–2020), również został ewangelickim duchownym.

## Ordery i odznaczenia
- Złoty Krzyż Zasługi (pośmiertnie, 3 sierpnia 1939)[5]
- Srebrny Krzyż Zasługi (dwukrotnie: po raz pierwszy 11 listopada 1936[6])
- Medal Pamiątkowy za Wojnę 1918–1921
- Brązowy Medal za Długoletnią Służbę
- Odznaka Honorowa „Orlęta”
- Odznaka pamiątkowa 36 pułku piechoty Legii Akademickiej